# Les Amants de Caracas
Pour plus de détails, voir Fiche technique et Distribution.
Les Amants de Caracas (Desde allá) est un film mexicain et vénézuélien réalisé par Lorenzo Vigas.
Le film reçoit le Lion d'or lors de la Mostra de Venise 2015.

## Synopsis
Dans une Caracas chaotique, Armando est un homme seul ayant dépassé la cinquantaine qui gère un labo de prothèses dentaires. À un arrêt de bus, il drague des jeunes garçons pour les faire venir chez lui, sans jamais les toucher. Il épie également un vieil homme avec lequel il semble avoir eu un lien traumatique. Un jour, il fait la connaissance de Élder qui commence à fréquenter Armando, d'abord pour de l'argent puis pour des raisons autres.

## Fiche technique
- Titre original : Desde allá
- Titre français : Les Amants de Caracas
- Réalisation : Lorenzo Vigas
- Assistant réalisateur : Mario Rodriguez
- Scénario : Lorenzo Vigas, Guillermo Arriaga
- Directeur de la photographie : Sergio Armstrong
- Décors : Matias Tikas
- Costumes : Marisela Marin
- Montage : Isabela Monteiro de Castro
- Son : Mario Nazoa
- Producteurs : Rodolfo Cova, Guillermo Arriaga, Michel Franco, Lorenzo Vigas
- Sociétés de production : Lucia Films, Factor RH, Malandro Films
- Société de distribution  France : Happiness Production
- Pays d'origine :   Mexique,  Venezuela
- Budget :
- Langue originale : espagnol
- Format: couleurs
- Genre : drame
- Durée : 93 minutes
- Dates de sortie :
  - Vénézuela : 2 septembre 2016
  - France : 4 mai 2016

## Distribution
- Alfredo Castro : Armando
- Alí Rondon : Alexis
- Luis Silva : Élder
- Jericó Montilla : Amelia
- Catherina Cardozo : Maria
- Geralt Jimenez : le jeune homme dans le bus
- Felipe Massiani : Javier Marcano
- Auffer Carnacho : Mermelada
- Ivan Peña : Yoni
- Ernesto Campos : Kleiber

## Réception
Le film divise la critique.
Bouniq-Mercier y voit un film perplexe et plombant avec une conclusion amère. Critikat reproche une mise en scène qui étouffe et un film obscène mais loue la métamorphose d'Elder. Le Monde n'apprécie pas la complaisance du film sur sa dialectique maître/esclave sur fond d'un affrontement « bourgeois phobique contre, tout contre, lumpen prolétaire sauvage ». Critique-Film encourage un film très nihiliste. Positif et les Cahiers du cinéma sont hostiles.

## Récompenses et distinctions
- Mostra de Venise 2015 : Lion d'or du meilleur film